# Riofrío del Llano
Riofrío del Llano är en kommun i Spanien.   Den ligger i provinsen Provincia de Guadalajara och regionen Kastilien-La Mancha, i den centrala delen av landet, 110 km nordost om huvudstaden Madrid. Arean är 43 kvadratkilometer.
Terrängen i Riofrío del Llano är kuperad åt nordost, men åt sydväst är den platt.